# Каунчитепа
Каунчитепа (узб. Qovunchitepa) — археологический памятник, городище VI века до н.э.—VIII века н.э. и XV—XVI вв н.э. От городища получила своё название вся археологическая культура I—VIII вв в среднем течении Сырдарьи и по её притокам (Ангрен, Чирчик, Келес) — культура Каунчи.
Входит в список «Объектов материального культурного наследия Узбекистана республиканского значения».

## Расположение
Находится в городе Янгиюле Ташкентской области в махалле Рамалон на улице Бирлик, на левом берегу канала Куркульдак.

## Характеристика
Площадь городища около 25 га, его составными частями были: высокая цитадель площадью 25 на 25 метров, шахристан площадью 150 на 100 метров и рабад. Культурные слои достигают толщины от 4 до 12,5 метров. Слои относящиеся к бургулюкской культуре VI—III вв до н.э. представлены частично сохранившимися землянками с ямами, зольницами и посудой ручной лепки. Основные находки: котлы с круглым дном, миски полусферической формы, открытые чаши, корчаги с плоским днищем. Посуда частично декорирована росписью в виде широких полос или ромбов красно-коричневого цвета.  
Культурные слои относящиеся к культуре Каунчи, можно разделить на два периода: в период со II века до н.э. по II век н.э. были построены фортификационные сооружения и жилые дома из пахсы и сырцового кирпича. Период с III по VIII века н.э. характеризуется бурным развитием города и его пригородов, к этому времени относится возведение крепостной стены. После арабского нашествия в первой трети VIII века, город переживал сильный упадок. Был вновь обжит в XV—XVI вв.

## История открытия и изучения
Памятник был отмечен в 1934 году Г. В. Григорьевым, он же проводил раскопки в 1935 и 1937 годах. Городище изучалось Институтом археологии АН Узбекской ССР в 1970, 1976 и 1978 годах (Ю. Ф. Буряков).